# سیارک ۱۷۵۲۸۱
سیارک ۱۷۵۲۸۱ (به انگلیسی: 175281 Kolonics، نامگذاری:2005KG9)۱۷۵۲۸۱مین سیارک کشف شده‌است که در ۲۸ مه ۲۰۰۵ کشف شد.